# Albert Español
Albert Español Lifante (Barcelona, 29 de outubro de 1985) é um jogador de polo aquático espanhol.

## Carreira
Español disputou duas edições de Jogos Olímpicos pela Espanha: 2012 e 2016. Seu melhor resultado foi o sexto lugar nos Jogos de Londres.